# Лаваминд
Лаваминд је град и општина на левој обали реке Драве у Лаботској долини у Корушкој, Аустрија. Општина Лабот се протеже дуж словеначко-немачког језика испод полу планине на просјечној надморској висини од 348 мнм. Област општине је 93,78 km² и има 3548 становника (попис 2001).
Лаваминд је у прошлости био важна лука за рафтинг на Драви, као и саобраћајни и тржни центар и црквени центар изнад ушћа Лаботнице у Драви. Економски значај локације повећан је након изградње хидроелектране Лаваминд и планинског пута Голица у Грашко-базену према Гразу.
У средњем вијеку, Лаваминд је био мјесто Прафареа за подручје које је обухватало мјеста у ширем долини Драве и сједишту Лавантинске епархије у Санкт Андра у Долини Лабота.
Након завршетка Првог светског рата, 27. новембра 1918. године, јединице генерала Рудолфа Мајстера преузеле су Лаваминд поред осталих места у Корушкој.